# Soubhi Bey Barakat
Soubhi Bey Barakat, né en 1889 et mort en 1939, fut le président de la Fédération syrienne dès 1922. L'arrêté no 2980 du haut-commissaire Weygand en date du 5 décembre 1924, « qui a reçu son application à partir du 1er janvier 1925 », le nomma président de l'État de Syrie en prorogeant ses pouvoirs. Barakat adressa cependant sa lettre de démission le 21 décembre 1925 au haut-commissaire de Jouvenel, qui l'accepta.